# Буенза
Буенза (фр. Bouenza) — департамент в Республіці Конго. Межує з департаментами Лекуму, Ніарі та Пул і з Демократичною Республікою Конго. Площа - 12 265 км². Населення на 2010 рік - 319 570 осіб. Щільність - 26,06 осіб/км². Природний приріст - 2,5%. Адміністративний центр - місто Мадінгу.

## Населення
Динаміка зміни чисельності населення:
| Рік  | населення |
| ---- | --------- |
| 1984 | 194 977   |
| 1996 | 236 566   |
| 2006 | 292 785   |
| 2010 | 319 570   |

## Адміністративний поділ
Буенза підрозділяється на 1 комуну і 10 округів  :
- Комуни:
  - Нкаї (71 620 осіб).
- Округи:
  - Боко-Сонго (12 575 осіб).
  - Каєс (13 123 людини).
  - Кінгує (11 910 чоловік).
  - Лудіма (32 775 осіб).
  - Мабомбо (11 839 осіб).
  - Мадінгу (62 800 осіб).
  - Мойондзі (36 815 осіб).
  -  Мфуаті (29 931 осіб).
  - Тсіакі (11 315 осіб).
  - Ямба (14 370 осіб).